# Lista de inscrições ao Oscar de melhor filme estrangeiro em 2018
Esta é uma lista de pré-indicados ao Oscar de Melhor Filme Estrangeiro para a edição de 2018. A Academia de Artes e Ciências Cinematográficas convidou indústrias cinematográficas de diversos países para selecionar um filme para concorrer à categoria de melhor filme estrangeiro no Oscar.
As produções representantes foram exibidas originalmente em seu país de origem de 1 de outubro de 2016 a 30 de setembro de 2017. No mundo lusófono, o Ministério da Cultura do Brasil inscrições Bingo: O Rei das Manhãs e a Academia Portuguesa das Artes e Ciências Cinematográficas, São Jorge.

## Inscrições
| País                 | Título original              | Língua      | Diretor(es)                           | Resultado    |
| -------------------- | ---------------------------- | ----------- | ------------------------------------- | ------------ |
| Afeganistão          | Namai ba rahis gomhor        | Dari        | Roya Sadat                            | Não avançou  |
| África do Sul        | Inxeba                       | Xhosa       | John Trengove                         | Pré-Indicado |
| Albânia              | Dita zë fill                 | Albanês     | Gentian Koçi                          | Não avançou  |
| Alemanha             | Aus dem Nichts               | Alemão      | Fatih Akin                            | Pré-Indicado |
| Argélia              | La Route d'Istanbul          | Francês     | Rachid Bouchareb                      | Não avançou  |
| Argentina            | Zama                         | Espanhol    | Lucrecia Martel                       | Não avançou  |
| Armênia              | Yeva                         | Armênio     | Anahit Abad                           | Não avançou  |
| Austrália            | The Space Between            | Italiano    | Ruth Borgobello                       | Não avançou  |
| Áustria              | Happy End                    | Francês     | Michael Haneke                        | Não avançou  |
| Azerbaijão           | Nar bağı                     | Azeri       | Ilgar Najaf                           | Não avançou  |
| Bangladesh           | Khacha                       | Bengali     | Akram Khan                            | Não avançou  |
| Bélgica              | Le Fidèle                    | Francês     | Michaël R. Roskam                     | Não avançou  |
| Bolívia              | Viejo calavera               | Espanhol    | Kiro Russo                            | Não avançou  |
| Bósnia e Herzegovina | Muškarci ne plaču            | Bósnio      | Alen Drljević                         | Não avançou  |
| Brasil               | Bingo: O Rei das Manhãs      | Português   | Daniel Rezende                        | Não avançou  |
| Bulgária             | Slava                        | Búlgaro     | Kristina Grozeva e Petar Valchanov    | Não avançou  |
| Camboja              | First They Killed My Father  | Khmer       | Angelina Jolie                        | Não avançou  |
| Canadá               | Hochelaga terre des âmes     | Francês     | François Girard                       | Não avançou  |
| Cazaquistão          | Doroga k materi              | Cazaque     | Akan Satayev                          | Não avançou  |
| China                | Wolf Warrior 2               | Mandarim    | Wu Jing                               | Não avançou  |
| Chile                | Una mujer fantástica         | Espanhol    | Sebastián Lelio                       | Indicado     |
| Colômbia             | Pariente                     | Espanhol    | Iván Gaona                            | Não avançou  |
| Coreia do Sul        | Taeksi Woonjunsa             | Coreano     | Jang Hoon                             | Não avançou  |
| Costa Rica           | El sonido de las cosas       | Espanhol    | Ariel Escalante                       | Não avançou  |
| Croácia              | Ne gledaj mi u pijat         | Croata      | Hana Jušić                            | Não avançou  |
| Dinamarca            | Du forsvinder                | Dinamarquês | Peter Schønau Fog                     | Não avançou  |
| Egito                | Sheikh Jackson               | Árabe       | Amr Salama                            | Não avançou  |
| Equador              | Alba                         | Espanhol    | Ana Cristina Barragán                 | Não avançou  |
| Eslováquia           | Čiara                        | Eslovaco    | Peter Bebjak                          | Não avançou  |
| Eslovênia            | Rudar                        | Esloveno    | Hanna Antonina Wojcik Slak            | Não avançou  |
| Espanha              | Estiu 1993                   | Espanhol    | Carla Simón                           | Não avançou  |
| Estónia              | November                     | Estoniano   | Rainer Sarnet                         | Não avançou  |
| Finlândia            | Tom of Finland               | Finlandês   | Dome Karukoski                        | Não avançou  |
| França               | 120 battements par minute    | Francês     | Robin Campillo                        | Não avançou  |
| Filipinas            | Birdshot                     | Filipino    | Mikhail Red                           | Não avançou  |
| Geórgia              | Sashishi Deda                | Georgiano   | Ana Urushadze                         | Não avançou  |
| Grécia               | Plateia Amerikis             | Grego       | Yannis Sakardis                       | Não avançou  |
| Haiti                | Ayiti mon amour              | Francês     | Guetty Felin                          | Não avançou  |
| Honduras             | Morazán                      | Espanhol    | Hispano Durón                         | Não avançou  |
| Hong Kong            | Yat nim mou ming             | Cantonês    | Wong Chun                             | Não avançou  |
| Hungria              | Testről és lélekről          | Húngaro     | Ildikó Enyedi                         | Indicado     |
| Índia                | Newton                       | Hindu       | Amit V Masurkar                       | Não avançou  |
| Indonésia            | Turah                        | Indonésio   | Wicaksono Wisnu Legowo                | Não avançou  |
| Irão                 | Nafas                        | Persa       | Narges Abyar                          | Não avançou  |
| Iraque               | Reṣeba                       | Árabe       | Hussein Hassan                        | Não avançou  |
| Irlanda              | Song of Granite              | Irlandês    | Pat Collins                           | Não avançou  |
| Islândia             | Undir trénu                  | Islandês    | Hafsteinn Gunnar Sigurðsson           | Não avançou  |
| Israel               | Foxtrot                      | Hebreu      | Samuel Maoz                           | Pré-Indicado |
| Itália               | A Ciambra                    | Italiano    | Jonas Carpignano                      | Não avançou  |
| Japão                | Yu o Wakasu Hodo no Atsui Ai | Japonês     | Ryōta Nakano                          | Não avançou  |
| Kosovo               | T'padashtun                  | Holandês    | Edon Rizvanolli                       | Não avançou  |
| Laos                 | Nong Hak                     | Laociano    | Mattie Do                             | Não avançou  |
| Letônia              | Melānijas hronika            | Letão       | Viestur Kairish                       | Não avançou  |
| Líbano               | L'insulte                    | Libanês     | Ziad Doueiri                          | Indicado     |
| Lituânia             | Šerkšnas                     | Lituaniano  | Šarūnas Bartas                        | Não avançou  |
| Luxemburgo           | Barrage                      | Francês     | Laura Schroeder                       | Não avançou  |
| Marrocos             | Razzia                       | Árabe       | Nabil Ayouch                          | Não avançou  |
| México               | Tempestad                    | Espanhol    | Tatiana Huezo                         | Não avançou  |
| Moçambique           | Comboio de Sal e Açúcar      | Português   | Licínio Azevedo                       | Não avançou  |
| Mongólia             | Chingisiin huuhduud          | Mongol      | Zolbayar Dorj                         | Não avançou  |
| Nepal                | Seto Surya                   | Nepali      | Deepak Rauniyar                       | Não avançou  |
| Noruega              | Thelma                       | Norueguês   | Joachim Trier                         | Não avançou  |
| Nova Zelândia        | One Thousand Ropes           | Samoano     | Tusi Tamasese                         | Não avançou  |
| Países Baixos        | Layla M.                     | Holandês    | Mijke de Jong                         | Não avançou  |
| Palestina            | Wajib                        | Árabe       | Annemarie Jacir                       | Não avançou  |
| Panamá               | Más que hermanos             | Espanhol    | Arianne Benedetti                     | Não avançou  |
| Paquistão            | Saawan                       | Urdu        | Farhan Alam                           | Não avançou  |
| Paraguai             | Los Buscadores               | Espanhol    | Juan Carlos Maneglia e Tana Schembori | Não avançou  |
| Peru                 | Rosa Chumbe                  | Espanhol    | Jonatan Relayze                       | Não avançou  |
| Polónia              | Pokot                        | Polonês     | Agnieszka Holland                     | Não avançou  |
| Portugal             | São Jorge                    | Português   | Marco Martins                         | Não avançou  |
| Quênia               | Kati Kati                    | Suaíli      | Mbithi Masya                          | Não avançou  |
| Quirguistão          | Kentavr                      | Quirguiz    | Aktan Abdykalykov                     | Não avançou  |
| Reino Unido          | My Pure Land                 | Persa       | Sarmad Masud                          | Não avançou  |
| República Dominicana | Carpinteros                  | Espanhol    | José María Cabral                     | Não avançou  |
| República Tcheca     | Bába z ledu                  | Tcheco      | Bohdan Sláma                          | Não avançou  |
| Roménia              | Fixeur                       | Romeno      | Adrian Sitaru                         | Não avançou  |
| Rússia               | Nelyubov                     | Russo       | Andrey Zvyagintsev                    | Indicado     |
| Senegal              | Félicité                     | Francês     | Alain Gomis                           | Pré-Indicado |
| Sérvia               | Rekvijem za gospodju J.      | Sérvio      | Bojan Vuletić                         | Não avançou  |
| Singapura            | Pop Aye                      | Tailandês   | Kirsten Tan                           | Não avançou  |
| Síria                | Little Gandhi                | Árabe       | Sam Kadi                              | Não avançou  |
| Suécia               | The Square                   | Sueco       | Ruben Östlund                         | Indicado     |
| Suíça                | Die göttliche Ordnung        | Francês     | Petra Biondina Volpe                  | Não avançou  |
| Tailândia            | Dao Khanong                  | Tailandês   | Anocha Suwichakornpong                | Não avançou  |
| Taiwan               | Rì Cháng Duì Huà             | Mandarim    | Huang Hui-chen                        | Não avançou  |
| Tunísia              | Akher Wahed Fina             | mudo        | Ala Eddine Slim                       | Não avançou  |
| Turquia              | Ayla                         | Turco       | Can Ulkay                             | Não avançou  |
| Ucrânia              | Black Level                  | mudo        | Valentyn Vasyanovych                  | Não avançou  |
| Uruguai              | Otra historia del mundo      | Espanhol    | Guillermo Casanova                    | Não avançou  |
| Venezuela            | El Inca                      | Espanhol    | Ignacio Castillo Cottin               | Não avançou  |
| Vietname             | Cha cõng con                 | Vietnamita  | Lương Đình Dũng                       | Não avançou  |